# Santa Clara, Cuba
Santa Clara este capitala provinciei cubaneze Villa Clara. Este situat central atat în provincia Villa Clara cat si in Cuba. Santa Clara este al cincilea cel mai populat oraș cubanez, cu o populație de aproape 250.000 de locuitori.

### Climă
| Date climatice pentru Santa Clara | Date climatice pentru Santa Clara | Date climatice pentru Santa Clara | Date climatice pentru Santa Clara | Date climatice pentru Santa Clara | Date climatice pentru Santa Clara | Date climatice pentru Santa Clara | Date climatice pentru Santa Clara | Date climatice pentru Santa Clara | Date climatice pentru Santa Clara | Date climatice pentru Santa Clara | Date climatice pentru Santa Clara | Date climatice pentru Santa Clara | Date climatice pentru Santa Clara |
| Luna                              | Ian                               | Feb                               | Mar                               | Apr                               | Mai                               | Iun                               | Iul                               | Aug                               | Sep                               | Oct                               | Nov                               | Dec                               | Anual                             |
| --------------------------------- | --------------------------------- | --------------------------------- | --------------------------------- | --------------------------------- | --------------------------------- | --------------------------------- | --------------------------------- | --------------------------------- | --------------------------------- | --------------------------------- | --------------------------------- | --------------------------------- | --------------------------------- |
| Maxima medie °C (°F)              | 27 (81)                           | 28 (82)                           | 29 (84)                           | 29 (85)                           | 31 (87)                           | 32 (89)                           | 32 (90)                           | 32 (90)                           | 32 (89)                           | 31 (88)                           | 28 (83)                           | 28 (82)                           | 29,9 (85,8)                       |
| Minima medie °C (°F)              | 17 (63)                           | 17 (62)                           | 18 (64)                           | 19 (67)                           | 21 (69)                           | 22 (71)                           | 22 (72)                           | 22 (72)                           | 22 (71)                           | 22 (71)                           | 19 (67)                           | 18 (64)                           | 19,9 (67,8)                       |
| Precipitații mm (inches)          | 18 (0.7)                          | 25 (1)                            | 33 (1.3)                          | 46 (1.8)                          | 119 (4.7)                         | 152 (6)                           | 122 (4.8)                         | 160 (6.3)                         | 173 (6.8)                         | 160 (6.3)                         | 41 (1.6)                          | 23 (0.9)                          | 1.072 (42,2)                      |
| Sursă: Weatherbase                |                                   |                                   |                                   |                                   |                                   |                                   |                                   |                                   |                                   |                                   |                                   |                                   |                                   |

## Personalități născute aici
- Miguel Díaz-Canel (n. 1960), politician;
- Guillermo Fariñas (n . 1962), disident, laureat al Premiului Saharov;
- József Navarrete (n. 1965), scrimer maghiar;
- Yoanka González (n. 1976), ciclist.